# Milano calibro 9
Milano calibro 9 è un film noir italiano del 1972, scritto e diretto da Fernando Di Leo.
Il film è il primo capitolo della cosiddetta trilogia del milieu del regista. Il titolo della pellicola è quello di un'antologia di racconti di Giorgio Scerbanenco: l'idea del pacco bomba e dello scambio dei pacchi è tratta da Stazione centrale ammazzare subito e le caratteristiche del personaggio di Ugo Piazza sono, invece, riferimenti ai racconti Vietato essere felici e La vendetta è il miglior perdono.

## Trama
Il malavitoso Rocco Musco e un compare sorvegliano una spedizione di valuta clandestina in dollari, trasferita a Milano ad opera di alcuni corrieri; il plico, nel percorso che parte da piazza del Duomo e prosegue in metropolitana, durante gli scambi tra i vari corrieri viene misteriosamente sostituito e i soldi spariscono. I due, responsabili finali della consegna, interrogano inutilmente gli incolpevoli corrieri che, non avendo saputo fornire risposte esaurienti, vengono prima malmenati e quindi brutalmente uccisi.
Tre anni dopo, Ugo Piazza viene rilasciato dal carcere di San Vittore: era uno dei corrieri, all'epoca sfuggito alla vendetta poiché nel frattempo arrestato per una rapina. Ad attenderlo all'uscita dal carcere ci sono Rocco e i suoi scagnozzi, incaricati del boss mafioso conosciuto come l'Americano (convinto che sia stato lo stesso Piazza a far sparire il malloppo) di avvicinarlo con l'intento di iniziare a "pressarlo". Piazza nega ogni responsabilità e, dopo essere stato malmenato, viene derubato di soldi e documenti; Rocco gli consiglia di andare a chiarirsi con l'Americano, evitando così ulteriori problemi.
Ugo si reca alla stazione di polizia con il volto tumefatto, dichiarando di essere stato investito e di avere smarrito i documenti, richiedendo quindi un duplicato. Lì deve subire le vessazioni di un esperto commissario, il quale intuisce il reale svolgimento dei fatti. Infatti, conoscendolo bene, anche lui sospetta che Piazza sia l'autore del furto ai danni del boss. Lo mette quindi in guardia del grosso rischio che sta correndo e lo invita a collaborare per incastrare l'Americano. Ugo nega ogni accusa e ottiene finalmente un duplicato del documento, così da potere trovare alloggio in un modesto albergo.
La sera stessa i tre scagnozzi tornano a trovarlo, distruggendo il mobilio della sua stanza alla ricerca dei soldi e mettendo Ugo nella condizione di dover risarcire i danni. Non avendo il denaro, decide di andare a chiederlo in prestito a due vecchi amici: Don Vincenzo, anziano boss decaduto della mafia locale, e il suo fidato "figlioccio" Chino, un esperto sicario, il quale gli presta i soldi ma si rifiuta di prendere l'amico sotto la sua protezione contro l'Americano. Nuovamente, Rocco e i suoi compari fanno irruzione nella casa, ma Chino reagisce e, dopo una breve colluttazione, riesce a prevalere sui tre riuscendo ad allontanarli.
Ugo decide quindi di incontrare l'Americano, il quale lo invita a confessare in cambio della rinuncia alla vendetta, ma lui continua a negare le accuse. Il boss gli propone quindi di tornare a lavorare per lui, nella squadra di Rocco, così da poter meglio controllare i suoi movimenti ed eventuali mosse sospette. Piazza è inoltre costantemente pedinato sia dalle forze dell'ordine che da un misterioso individuo con la giacca rossa.
La sera Piazza si reca in un night club dove lavora la ballerina Nelly, un tempo sua amante, ritrovando alcune vecchie conoscenze, tra i quali il barista e il figlio di quest'ultimo, Luca. Ugo passa la notte con Nelly, confidandole di non avere mai preso il denaro e di essere intenzionato a trovare il vero responsabile, poiché solo provando la sua estraneità al furto potrà finalmente vivere libero dalla vendetta della malavita. Nella stazione di Polizia, mentre si indaga sui traffici dell'Americano, si svolgono lunghe discussioni tra il commissario e il suo vice Mercuri: il primo è sostenitore dell'irrecuperabilità dei criminali ed è pronto a usare ogni mezzo per combatterli, mentre il secondo è più attento alle questioni sociali ed è convinto che anche i malviventi siano solo pedine di uno scacchiere molto più grande.
Nei giorni successivi scompare un'altra grossa spedizione di denaro: uno dei corrieri viene assassinato dall'uomo con la giacca rossa, che poi fugge col bottino senza essere notato. L'Americano è convinto che sia stato Chino e decide di farlo eliminare dalla squadra di Rocco, incluso Ugo che viene però tenuto all'oscuro dell'obiettivo. Al momento dell'attentato egli cerca di impedirlo, ma Don Vincenzo viene comunque colpito a morte, mentre Chino riesce a darsi alla fuga. A causa del suo comportamento, Ugo è sospettato di essere coinvolto anche in questo furto e viene quindi nuovamente picchiato e interrogato, ma riesce a convincere l'Americano della propria innocenza e dell'estraneità di Chino, sollevando invece sospetti sugli altri scagnozzi della banda.
Il boss non respinge i ragionamenti di Ugo, cominciando a dubitare dei suoi uomini, e il giorno seguente manda Rocco a casa di Chino per avere finalmente un incontro chiarificatore. Rocco però non trova nessuno e attende invano: Chino infatti vuole vendicare la morte del suo padrino e si sta recando nella villa dell'Americano per compiere una strage, aiutato da Ugo che inizialmente aveva finto di essere dalla parte del boss. Chino ottiene quindi la sua vendetta, ma viene gravemente ferito: un attimo prima di morire intuisce di colpo le reali mosse di Ugo. Questi, infatti, finalmente libero dal suo nemico, si reca in una casa diroccata in campagna a prelevare i 300.000 dollari rubati tre anni prima. Mentre sta facendo ritorno a Milano, viene fermato dalla polizia che nel frattempo aveva scoperto la strage nella villa, sospettando il suo coinvolgimento.
Ugo è quindi costretto a recarsi in commissariato per accertamenti, e qui incontra Rocco, anche lui fermato per lo stesso motivo. Piazza ha sempre con sé la borsa col denaro, ma questa non desta l'attenzione di nessuno (tranne quella di Rocco) e non viene perquisita. Il commissario, contento per l'eliminazione dell'Americano e il trasferimento del suo collega Mercuri in altra sede, interroga superficialmente alcune donne che erano presenti nella villa al momento della strage, chiedendo loro se Piazza fosse stato presente ma queste, dietro un cenno facciale di Rocco, lo scagionano. Anche Rocco, infatti, ha compreso la strategia di Ugo e prima che questi venga rilasciato gli chiede di lavorare per lui, affascinato dal suo piano; Piazza temporeggia rispondendo che rifletterà sulla proposta.
In realtà Ugo ha già deciso di lasciare Milano e, dopo aver telefonato a Nelly, si reca a casa di lei per invitarla a seguirlo a Beirut, facendole vedere la borsa piena di dollari. Improvvisamente appare Luca, che si rivela essere il misterioso uomo con la giacca rossa: Nelly è sua complice e lo incita a sparare ad Ugo il quale, nonostante sia stato colpito mortalmente, riesce a sferrare un violento pugno alla ragazza apparentemente uccidendola. Mentre Luca piange la presunta morte di Nelly, giunge anche Rocco, che aveva seguito Ugo dopo il rilascio dal commissariato. Egli vede il corpo di Piazza vigliaccamente colpito alle spalle e, disinteressandosi totalmente del bottino, volendo vendicare l'uomo per il quale ormai nutre massima ammirazione, si scatena in un impeto d'ira sbattendo la testa di Luca contro un mobile, più volte, uccidendolo, prima di essere arrestato dalla polizia sopraggiunta sul posto.

## Produzione

### Riprese
Le riprese del film si sono svolte a Milano e Roma, sia in esterni che agli studi DEAR e nel comune di Bolsena presso il Convento di Santa Maria del Giglio.

## Colonna sonora
La colonna sonora del film è del maestro argentino Luis Bacalov il quale si avvalse delle musiche da lui composte per il complesso progressive degli Osanna. Nel film è inserito anche il brano dal titolo Adagio tratto dall'album Concerto grosso dei New Trolls.

### Tracce
1. Preludio
2. Tema
3. Variazione I (To Plinius)
4. Variazione II (My Mind Flies)
5. Variazione III (Shuum...)
6. Variazione IV (Tredicesimo cortile)
7. Variazione V (Dianalogo)
8. Variazione VI (Spunti)
9. Variazione VII (Posizione raggiunta)
10. Canzona

## Distribuzione
Distribuito nei cinema italiani il 15 febbraio 1972, Milano calibro 9 ha incassato complessivamente 754.443.000 lire dell'epoca.

## Censura
La prima presentazione del film con domanda di revisione per censura, richiesta il 31 gennaio 1972 (protocollo 59724) dalla Cineproduzioni Daunia di Via del Corso 18 a Roma, ottenne il giorno 8 febbraio 1972 dal Ministero del Turismo e dello Spettacolo - Direzione Generale dello Spettacolo,  il nulla osta alla proiezione per i 78 metri con visione vietata ai minori degli anni quattordici.
Al momento del riversamento su VHS, la Minerva Pictures Group Spa chiese la revisione per la 2 edizione cinematografica di 100 minuti (Protocollo 98314 del 15 settembre 2004) al Ministero per i Beni e le Attività Culturali. Effettuati dei tagli (25 secondi, dalle scene delle rasoiate dal barbiere e uccisione gang rivale alla scena in cui Rocco picchia il bandito traditore) ne venna autorizzata, il 17 settembre, la proiezione senza limiti di età.

## Collegamenti ad altre pellicole
- Con Diamanti sporchi di sangue, diretto nel 1978, Di Leo tornò sui temi di Milano calibro 9, realizzando una sorta di remake ambientato a Roma, tanto che inizialmente il film doveva intitolarsi proprio Roma calibro 9 (poi mutato durante la lavorazione in Diamanti rossi di sangue e in seguito in quello che fu il suo titolo definitivo). In questo film Claudio Cassinelli interpreta la parte che fu di Gastone Moschin, mentre Martin Balsam quella di Lionel Stander. È presente anche Barbara Bouchet, che praticamente interpreta lo stesso personaggio di Milano calibro 9.
- La scena della go-go dancing di Barbara Bouchet è omaggiata in Grindhouse - Planet Terror di Robert Rodriguez, in cui a compierla è Rose McGowan.

## Sequel
Nel 2020 uscì Calibro 9, diretto da Toni D'Angelo con l'attore Marco Bocci nei panni di Fernando Piazza, il figlio di Ugo Piazza e Nelly Bordon (Barbara Bouchet). È un sequel con numerosi richiami e riferimenti al film interpretato da Gastone Moschin.